# Don Pullen
Don Pullen (Roanoke, 25 december 1941 - East Orange, 22 april 1995) was een Amerikaanse jazzpianist.

## Biografie
Don Pullen was afkomstig uit een muzikale familie en begon zijn carrière als begeleider van gospelzangers in kerken. Hij studeerde medicijnen en muziek en kwam daarbij voor de eerste keer in aanraking met de jazzmuziek. Hij maakte in Muhal Richard Abrams’ Experimental Band zijn eerste ervaringen met het vrije spel. Na zijn studie vestigde hij zich vanaf 1964 in New York en speelde daar samen met verschillende, eerder avantgardische jazzmuzikanten, waaronder Milford Graves en Giuseppi Logan. Met deze nam hij ook zijn eerste platen op om daarna te werken bij Nina Simone, de altsaxofonist Charles Williams en de Jazz Messengers. 
Van 1973 tot 1976 behoorde hij net als George Adams tot de band van Charles Mingus (o.a. de albums Changes One/Two, de dvd Live At Montreux). Daarna werkte hij samen met verschillende muzikanten als Hamiet Bluiett, Sam Rivers, Chico Freeman en Joseph Jarman. In 1979 formeerde hij met George Adams (saxofoon), Dannie Richmond (drums) en Cameron Brown (bas) het George Adams/Don Pullen Quartet, dat bleef bestaan tot de dood van Richmond in 1988, als een van de leidende combo's van het decennium telde en in totaal 13 platen had opgenomen.
In zijn late werk maakte hij een begin met etnische invloeden, zoals met de African-Brazilian Connection, die hij in 1991 formeerde. Met deze band werden drie albums uitgebracht. Met een uitgebreide bezetting (met Indiaans koor en percussie) nam hij kort voor zijn dood het album Sacred Common Ground op, waarop hij zich bezig hield met zijn inheemse wortels. Parallel daarop speelde hij van 1991 tot 1993 met de saxofoonband Roots (met o.a. Arthur Blythe, Sam Rivers en Chico Freeman; dvd Salute To The Saxophone). Hij trad ook vaak op in kleine bezettingen, meestal in trio met James Genus, Hilliard Greene (bas), Lewis Nash en Cindy Blackman (drums).
In de bezetting met Genus/Nash bestaat een trio-opname. Ten laatste speelde hij ook weer vaker orgelopnamen in (zo in kwartet met David Murray en bij Maceo Parker).
Naast de boven geschetste hoofdlijn was Pullen met The Leaders op tournee en werkte hij nog mee aan opnamen van Jane Bunnett, Herbie Mann, Marcello Melis en anderen jazzmuzikanten en aan meerdere geluidsdragers van Kip Hanrahan. In totaal is hij te horen op meer dan 90 platen en cd's.

## Overlijden
Don Pullen overleed in april 1995 op 53-jarige leeftijd.

## Discografie
- 1975: Solo Piano Album (Sackville Records)
- 1978: Warriors (Black Saint) met Chico Freeman, Fred Hopkins, Bobby Battle
- 1983: Evidence of Things Unseen (Black Saint) solo
- 1985: The Sixth Sense (Black Saint)
- 1985: Live at Jazzhus Montmartre (met George Adams, John Scofield, Cameron Brown, Dannie Richmond; Timeless Records)
- 1990: Random Thoughts (Blue Note Records) met James Genus, Lewis Nash
- 1993: Ode to Life (Blue Note Records) met Carlos Ward, Nilson Matta, Mor Thiam, Guilherme Franco
- ????: Evidence of Things Unseen, solo.
- ????: Sacred Common Ground (met African-Brazilian Connection e. a.)
  - Diverse albums van het kwartet met G. Adams